# 岳文海
岳文海（1958年1月—），男，河南桐柏人，中华人民共和国政治人物。

## 生平
岳文海毕业于河南农业大学。1995年11月，担任新郑市委副书记、市长。次年，担任新郑市委书记。2001年，担任河南省人大常委会副秘书长。2009年6月，担任河南省政府副秘书长。2011年，担任河南省人民政府副秘书长；同年年底，改任周口市委副书记、市政府代市长。2012年，任市长，在任期间主持下河南平坟运动。2013年6月13日，辞去周口市人民政府市长职务。2013年5月任職中国民族证券有限责任公司党委书记。
2014年5月4日，由岳文海接替岳庆芝，出任政泉控股公司法人代表兼董事长。
2023年2月1日，涉嫌严重违法，正接受河南省监察委员会监察调查。